# Сняг
 За селото в Южна България вижте Снежинка (село).  За пиесата от Валери Петров вижте Сняг (пиеса).
Снегът е валеж под формата на множество ледени кристали (снежинки) и образуваните от него натрупвания по земната повърхност.
Жизненият цикъл на снега започва в атмосферата, където при подходящи условия се формират ледени кристали, те нарастват до размер в порядъка на милиметри, падат като валеж и се натрупват на земята, претърпяват структурни промени на място и накрая се стопяват, свличат или сублимират. Снежните бури възникват и се развиват, подхранвани от източници на атмосферна влага и студен въздух. Снежинките неклеират около малки частици в атмосферата, привличащи преохладени водни капчици, които замръзват в шестоъгълно оформени кристали. С натрупването на снега, той може да образува дебели преспи. С времето натрупаният сняг се трансформира чрез синтероване, сублимация и последователни цикли на топене и замръзване. На места, с достатъчно студен климат, който не позволява пълното разтопяване на снега през лятото, той може да образува ледници. В останалите случаи снегът се топи през топлия сезон, оттичайки се през реките и подхранвайки подземните води.
Основните райони със заснежаване са полярните области, северната половина на Северното полукълбо и високите планини с достатъчна влажност по целия свят. В Южното полукълбо, изключвайки Антарктика, снегът е ограничен главно до високопланинските зони.
Снегът се отразява на различни дейности на хората, като транспорта (с необходимостта от почистване на пътища, самолетни крила и прозорци), селското стопанство (напоявайки земеделските култури), спорта и военното дело (влошавайки поведението на войниците и оборудването и затруднявайки придвижването им). Снегът засяга и екосистемите, създавайки изолиращ пласт през зимата, под който растения и животни по-лесно оцеляват в студа.

## Снеговалеж
Снегът се формира в облаци, които са част от по-големи метеорологични системи. В редки случаи, при много ниска температура и температурна инверсия, снежинки могат да се образуват и при ясно небе. Физиката на развитието на снежните кристали в облаците е резултат от сложно съчетание на параметри, сред които влажността и температурата. Снеговалежите варират според географската ширина, надморската височина и други фактори, които оказват влияние на времето по принцип.

### Снегоносни облаци
Снегоносните облаци най-често се формират в зони с ниско атмосферно налягане, които обикновено съчетават топъл и студен фронт. Два други местни източника на снегоносни облаци са езерните или морски бури и ефекта на високи планини.
Извънтропическите циклони са области с ниско атмосферно налягане, които могат да предизвикват от заоблачаване и умерен снеговалеж до силни виелици. През есента, зимата и пролетта атмосферата над континентите изстива достатъчно в цялата дебелина на тропосферата, така че да възникнат снеговалежи. В Северното полукълбо северната част на зоната с ниско налягане образува най-много сняг.
Студените фронтове, предната част на придвижваща се маса студен въздух, могат да предизвикат фронтална снежна буря – зона на интензивна конвекция, когато повърхностната температура е близка до нулата. Създадената силна конвекция носи достатъчно влага за образуване на сняг на местата, през които преминава фронта, като снеговалежът е съчетан със силен вятър. Този вид снеговалеж обикновено продължава не повече от 30 минути във всяка точка по пътя си, но движението на фронта може да покрие обширна територия. Фронталните бури могат да се формират на неголямо разстояние пред или зад самия фронт, като във втория случай могат да се съчетаят със система с ниско налягане или локални понижения на налягането, които действат подобно на типично преминаване на студен фронт. При развиване на снежни бури зад фронта не е необичайно преминаването на поредица линейни ивични бури в бърза последователност, разделени на разстояние 40 километра и преминаващи през една точка през около 30 минути. При значителни вертикални движения на въздуха бурята може да образува и кълбесто-дъждовни облаци, което да предизвика светкавици и гръмотевици.
Топлите фронтове също могат да предизвикат кратък снеговалеж, когато топлият и влажен въздух премине над въздушна маса с отрицателна температура и по границата между двете маси се образува валеж. В този случай често снеговалежът преминава в дъжд в топлата зона зад самия фронт.
Езерните снеговалежи възникват при студени атмосферни условия, когато студена въздушна маса се придвижва нас големи пространства от по-топла езерна вода – тя нагрява долните пластове въздух, които издигат водна пара от езерото в студения въздух, тя замръзва и пада като валеж на подветрения бряг. Подобен ефект се наблюдава и над морски заливи и други соленоводни басейни. Той се усилва, когато придвижващите се въздушни маси се издигат във височина над възвишения на подветрения бряг. Такова издигане може да създаде тесни, но много интензивни ивици с валеж, отлагайки много сантиметри сняг за всеки час с много голямо общо количество на снеговалежа. Примери за пояси с интензивен езерен или морски снеговалеж са източните части на Големите езера, западните брегове на северна Япония и Камчатка, както и области край Черно море, Балтийско море, Каспийско море и части от северния Атлантически океан.
Планинските снеговалежи се предизвикват от въздушни маси, които се издигат от вятъра по планински склонове, обикновено на големи планини. Издигащият се въздух е подложен на адиабатно охлаждане, което води до кондензация и валеж. Валежът отнема влажността от въздуха, който става сух при спускането си по подветрения склон. Голямата интензивност на снеговалежа и намаляващата температура при издигането води до увеличаване на дълбочината на снега и неговата сезонна устойчивост с нарастване на надморската височина.

### Снежинки
Отделната снежинка се състои от приблизително 1019 водни молекули, които се присъединяват към нейното ядро с различна скорост и образувайки различни форми в зависимост от променливата температура и влажност на въздуха, през който снежинката пада по пътя си към земята. В резултат на това снежинките се различават една от друга, но имат подобни форми.
Снежните кристали се образуват, когато малки свръхохладени облачни капчици с диаметър около 10 μm започват да замръзват. Такива капки могат да останат течни при температури под −18 °C, тъй като, за да замръзнат, няколко молекули в капката трябва случайно да се съберат в структура, подобна на кристалната решетка на леда. Тогава капката замръзва около това ядро. В по-топли облаци е нужно присъствието на аерозолна частица, която да послужи за ядро. Такава роля могат да играят частици глина, пустинен прах или биологична материя. Изкуствените ядра могат да бъдат частици сребърен йодид и сух лед, каквито се използват за стимулиране на валежи при засяването на облаци.
След първоначалното замръзване на капката, тя нараства в свръхнаситена среда – въздухът е наситен по отношение на леда, когато температурата е под нулата. Тогава капката расте чрез дифузия на водните молекули във въздуха по повърхността на ледения кристал. Тъй като водните капки са много по-многобройни от ледените кристали, кристалите могат да нараснат до стотици микрометри или до милиметри за сметка на водните капки чрез процеса на Бержерон-Финдайзер. Свързаното с това изчерпване на водната пара кара кристалите да растата за сметка на водни капки. Образуваните големи кристали са ефективен източник на валеж, тъй като те започват да падат, поради голямата си маса, и могат да се сблъскват и слепват в клъстери или агрегати. Получените агрегати, наричани снежинки, са вида ледени частици, които обикновено образуват снеговалежа.
Въпреки че ледът е прозрачен, разсейването на светлината от стените на кристалите и дефектите в тяхната структура правят цвета на снега бял – заради дифузното отражение на целия спектър на светлината от малките ледени частици.
Микрографските изследвания на хиляди снежинки, извършени от различни учени от Уилсън Бентли през 1885 година насама, показват голямо разнообразие от форми с подлежащи на класифициране повтарящи се структури, като са наблюдавани и близко съответстващи си форми.
| Температурен диапазон | Диапазон на водонасищане | Видове снежни кристали       | Видове снежни кристали     |
| °C                    | g/m3                     | под водонасищане             | над водонасищане           |
| --------------------- | ------------------------ | ---------------------------- | -------------------------- |
| 0 до −3,5             | 0,0 до 0,5               | Масивни плочи                | Тънки плочи Дендрити       |
| −3,5 до −10           | 0,5 до 1,2               | Масивни призми Hollow prisms | Кухи призми Игли           |
| −10 до −22            | 1,2 до 1,4               | Тънки плочи Масивни плочи    | Секторирани плочи Дендрити |
| −22 до −40            | 1,2 до 0,1               | Тънки плочи Масивни плочи    | Колони Призми              |

### Видове
1. Хапре – снеговалеж с плавно падане на снежинки без наличие на вятър.
2. Парле – снеговалеж с плавно падане на снежинки с наличие на вятър.
3. Стемсен – снеговалеж с бързо падане на снежинки без наличие на вятър.
4. Слейкд /злейкт/ – снеговалеж със снежинки, падащи напосоки, под въздействието на ураганен вятър.

### Измерване
Измерването на количеството замръзнала течност, падаща при снеговалеж, може да се изпълни посредством снегомер или с обикновен дъждомер с диаметър от 100 mm (пластмасов) или 200 mm (метален). При използване на обикновен дъждомер трябва да се премахне фунията и вътрешния цилиндър, за да може снегът да пада и да се събира във външния цилиндър. Може да се добави и антифризно вещество.
Разтопеният през пролетта сняг е значим воден източник за области в горещите климатични пояси, които са близо до планини, улавящи и задържащи зимен сняг. Значението расте, ако лятото е сухо и дълго. За такива места измерването на количеството сняг е от изключителна важност за градовете в полите на дадената планина. Често измервания се правят и посредством просто измерване на дълбочината на снега, което може да се извърши с прът. Подобно измерване обаче не дава представа за плътността и еквивалентната течност.
Най-големият снеговалеж за един сезон е измерен на връх Бейкър в Съединените щати през 1998 – 1999 г. – 28,96 m, което надминава предишния рекордьор връх Рейнър, Вашингтон, който през 1971 – 1972 получава 28,5 m сняг. Дневният рекорд е измерен при езерото Силвър в Съединените щати през 1921 година – 1,93 m.

## История
Строго шестоъгълната структура на снежинките е позната на китайците още от II в. пр. Хр. В Западния свят за пръв път това свойство наблюдава английският математик Томас Хариът през 1591 г. Той обаче не публикува своите наблюдения. Съществуват трудове над разнообразието на формите на снежните кристали, написани от Йохан Кеплер и Рене Декарт, но първото систематично изследване е предприето от Укичиро Накая, който създава синтетични снежинки през 1936 г. и ги категоризира в над 200 различни типа през 1954 г.

## Значение
В области с цялостно снежно покритие на повърхността се наблюдава голямо отразяване на светлината обратно в земната атмосфера, при което земята се нагрява по-малко. От друга страна дългите вълни на топлинните лъчи се абсорбират доста добре от снега. При процеса на снеготопене тези лъчи служат най-вече за преодоляване на енергийните връзки във водната молекула, при което обаче те не загряват снега или разтопената от него вода.
Прясно навалялият сняг се състои до 95% от уловен измежду снежинките въздух, заради което той е много добър термозолатор, който предпазва семената и растенията под него от острите зимни ветрове и студове.

## За хората
Там, където снежна покривка има по принцип само през зимата, снегът и промените, които носи, имат и важно естетично значение. Снегът представлява и метафора за зимата като цяло. Обичайните дейности, сетивните възприятия и заниманията в свободното време се различават от тези през останалите сезони. За туризма снегът играе важна роля. За децата снегът често е извор на различни забавления, сред които правенето на снежни човеци и битки със снежни топки.
Сериозна опасност са снежните лавини, които могат да погребат цели села. Силни снеговалежи също могат да доведат до големи щети (претоварени или затрупани сгради, падане на дървета, откъснати от цивилизацията селища и др.).
Снежното покритие и поледиците по пътищата са изключително опасни и нерядко водят до пълен срив на транспортния поток. Улиците след силни снеговалежи често са достъпни и проходими единствено посредством вериги за сняг. Най-често с почистването на улиците се заемат специално наети частни предприятия, които използват снегорини.
Туристически курорти, които се използват за зимни спортове, са зависими от снежната покривка и затова използват машини за сняг, за да създадат изкуствен такъв при недостатъчна или липсваща снежна покривка. Изкуственият сняг има различни свойства от естествения.
Снегът има и акустично значение. Той е рехав, а между снежинките е уловено голямо количество въздух, което го прави идеален звукоизолатор. Оттам идва и зимната тишина и мирът, който се разпростира над полетата. Зимата затова и е символ на почивка, спокойствие и малко дейности.

## Снежна слепота
Албедото на прясно натрупания сняг е 90%, което води до снежна слепота (на латински: Niphablepsia) и до намаляване абсорбирането на слънчева светлина от земната повърхност. Снежната слепота е болезнено състояние на очите, причинено от излагане на ултравиолетовите лъчи, отразени от сняг или лед. Това състояние е изключително проблемно в полярните райони и на висока надморска височина, защото на всеки 300 m количеството ултравиолетови лъчи се увеличава с 4%. Голямото албедо на снега прави нощните небеса много по-светли. Когато обаче има и облаци, светлината се връща обратно към земната повърхност. Това явление води до голямо засилване на осветеността. В големите градове се засилват и градските светлини, което води до ефекта „светла нощ“. Подобен ефект се получава и при пълнолуние.

## Забавления
Снегът е свързан с много форми на забавление:
- Различни зимни спортове, като ски или сноуборд
- Пързаляне с шейни
- Правене на снежен човек или снежен замък
- Замерване със снежни топки

## Вреди
Снежните натрупвания по пътищата и улиците обикновено водят до затруднения в транспорта и са причина за допълнителни разходи за снегопочистване. Натрупването на тежък сняг по покривите на сградите може да доведе до срутвания. В планините могат да се образуват лавиноопасни натрупвания, които да предизвикат животозастрашаващи лавини. При топене на снега от покривите на сградите често възникват малки лавини, които могат да застрашат минувачи и паркирали автомобили. Големи ранни снеговалежи могат да нанесат значителни поражения на дървета.